# Кавалерійська шашка зразка 1927 року

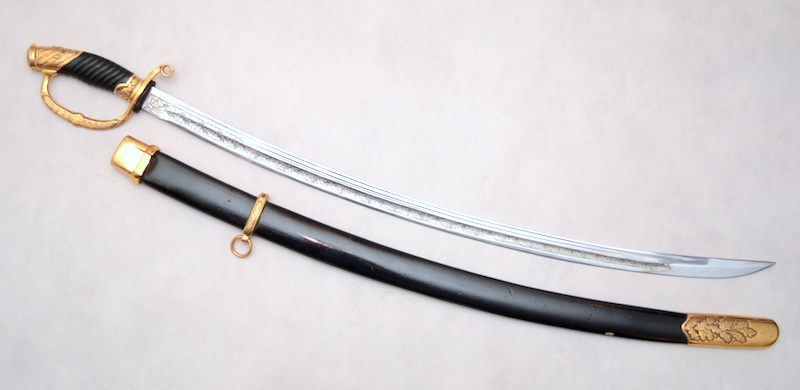
Шашка у нагородному варіанті, із зображенням Герба СРСР

Кавалерійська шашка зразка 1927 року (рос. каваллерийская шашка образца 1927 года) — холодна січна зброя, штатна зброя кавалерійських частин Червоної армії. Після Другої світової війни залишилася у вжитку лише з церемонійною метою: для почесної варти та знаменних груп військових частин.
Мала два варіанти виконання:
- Кавалерійська шашка командного і начальницького складу зразка 1927 року
- Кавалерійська шашка червоноармійців і молодших командирів зразка 1927 року

## Шашки кавалерійські для командного і начальницького складу зр. 1927 р
Клинок стальний, незначної кривизни, однолезовий, з однією широкою жолобицею. Бойовий кінець дволезовий.
Держак складається тільки з руків'я. Дерев'яне руків'я має поздовжні похилі жолобки. Голівка руків'я мосяжна, роздвоєна, з отвором для темляка. На голівці є випуклі зображення серпу й молота, п'ятипроменевої зірки, літер «СРСР». Внизу на руків'ї мосяжна втулка.
Дерев'яні піхви обтягнуті шкірою. Мосяжний прилад складається з гирла, гайки і наконечника. На гирлі з внутрішньої сторони є скоба, а на гайці кільце.
Іноді зустрічаються шашки з пристроєм держака і піхов з білого металу, які перебували на озброєнні Робітничо-Селянської Червоної Міліції.
Загальна довжина 945 мм. Довжина клинка 810 мм. Ширина клинка 33 мм.
Шашка була прийнята на озброєння командного і начальницького складу кавалерії РСЧА, в інших родах військ — тих осіб командного і начальницького складу, які мали нести службу верхи. Від 1932 р. шашка носилася тільки при перебуванні в строю. Не дивлячись на те, що в 1940 р. були при'няті на озброєння нові зразки холодної зброї для командного і начальницького складу РСЧА, шашка зр. 1927 р. продовжувала застосовуватися в роки Другої світової війни.

## Шашки кавалерійські для червоноармійців і молодших командирів зр. 1927 р
Клинок і держак такі ж, як і у шашки командного і начальницького складу.
Дерев'яні піхви обтягнуті шкірою. Мосяжний прилад складається з гирла, трьох гайок і наконечника. На гирлі з внутрішнього боку є скоба, а на другій гайці кільце. Всі три гайки з зовнішнього боку мають гнізда для багнета.
Відомі також шашки цього зразка з білим металічним приладом.
Загальна довжина 945 мм. Довжина клинка 810 мм. Ширина клинка 33 мм.
Шашка перебувала на озброєнні рядових і молодших командирів кавалерії від 1927 до 1955 р. Носилася за похідного однострою, від 1932 р. тільки під час перебування у строю.

## Клеймування за роками
- 28-31 рік-«Серп і молот» і рік (4 цифри) на клинку, голівка (тип 1. З кінця 30 року, тип 2.)
- 32-34 рік-«ЗГЗ» і рік (2 цифри) на клинку, голівка(тип 2).
- 35-38 рік-«ЗИЗ» і рік (2 цифри) на клинку, голівка (тип 2)
- 38-44 рік-«ЗИК» і рік (4 цифри) на клинку, голівка(тип 2,3,4)
- 45-46 рік-«ИМЗ» і рік (4 цифри)на клинку, голівка (тип 4 і 2 тип).
- 51 -«ЗИК» і рік (4 цифри) на клинку, голівка (тип 2)

- ЗГЗ — Златоустівський державний завод
- ЗИЗ — Златоустівський інструментальний завод
- ЗИК — Златоустівський інструментальний комбінат
- ИМЗ — Златоустівський інструментально-металургійний завод. (Деякі плутають з Іжевським механічним заводом)

В ранній період від 1928 до 1934 року на нижній втулці руків'я наносилося тавро -ЗЛАТ. ОР. ФАБР. із зазначенням знизу року виготовлення https://youtube.com/shorts/Q9nl8vGUG9Y?feature=share Деякий час вважалося, що до кінця 1932 року тільки ставили це тавро на втулці руків'я.

## Типи голівок
- Тип 1 — «Дута» (випукла) (з 1928 року по 1930 рік включно).
- Тип 2 — малюнок на голівці став пласким (кінець 1930—1941 і початок 1945—1946)
- Тип 3 — спрощене виробництво (1941—1942)
- Тип 4 — залишилася тільки зірка (початок 1942-початок 1945?)

## Літерні клейма старшого артилерійського приймальника за роками виготовлення
- Нв — 28-30 роки
- Н — 30, 31, 32, 33, 34, 35 роки
- О — 30 рік
- К — 36 і 38 роки
- Л — 39 рік
- «Сніжинка» — орієнтовно 38-40 рік.
- М — 38-42 роки
- Г (письмова) — 42-43 рік.
- Р (письмова) — 44 рік.
- Ц — 44-46 роки (письмова на дет.держака й друкована)
- Б-51 рік

Нв — ймовірно клеймо приймальника Новосельцева
М — ймовірно клеймо приймальника Мандич П. П.
Ц — Цивлін

## Історія
У листопаді 1927 року наказом РВСР № 583 на озброєння РСЧА була прийнята кавалерійська шашка єдиного зразка. Шашка зразка 1927 року мала клинок, який за конструкцією повторював клинок драгунської солдатської шашки зразка 1881 року. Основні відмінності нового клинка полягали у меншій за шириною п'яті і більшому куті нахилу хвостовика. Для шашки зразка 1927 року був також прийнятий єдиний розмір клинка, рівний 32 дюймам. Держак, складався зодного руків'я, яке було скопійоване з руків'я козацької шашки для нижчих чинів зразка 1881 року.
Руків'я козацької шашки викликало нарікання. Ось що писав П. Затинщіков:
|  | Чем ближе стараешься доходить до сути в искусстве владеть шашкой, тем более убеждаешься в недостатке рукоятки казачьей шашки. Наша рукоятка для обхвата пальцами по брюшку имеет 4 дюйма. Длина эта при работе оказалась мала: она стесняет действие кулака при переходе от удара к уколу и обратно, производя один прием после другого. В этом случае кулак, меняя положение, в следствии малой рукоятки делает перемещение неловко, а иногда, несмотря на долгую практику, после окончания перехода кулак не попадает на свое место, т.е не принимает то положение, которое дает полную возможность исполнить дальнейший прием с применением всей силы руки. Этот недостаток само собой уничтожается, если рукоять удлинить до 4,5 дюймов. |

Від 1931 року шашка почала виготовлятися з новим подовженим руків'ям. Орнамент на голівці руків'я замість лиття почали гравірувати.

## Виготовлення
На зброї, виготовленому в роки громадянської війни (1918—1919 рр.), для армії адмірала Колчака, клейма ставилися відповідно з правилами, прийнятими до 1917 року. Восени 1919 року, коли Златоустівська збройова фабрика була евакуйована й почала діяти в місті Томськ, в Златоусті також було відновлено виробництво холодної зброї, але вже для Червоної армії. Фабричні клейма на ньому були присутніми, але клейма військового приймання не ставилися, оскільки останній артилерійський приймальник полковник Б. Алексєєв знаходився в евакуації. На невеликій кількості зброї дореволюційних зразків, виготовленої в 1922—1928 роках, ставилося старе клеймо «Злат. Ор. Фабр.». Слід зазначити, що нерідко використовувалися клинки, виготовлені ще в 1917—1919 роках. На них можуть стояти клейма «А», хоча полковник Алексєєв був убитий в Златоусті в 1920 році, після повернення з евакуації.
В 1928 році, коли почалося виробництво радянських шашок зразка 1927 року, їх стали клеймити, дещо зміненим, старим клеймом «Златоуст ор. фабр.». напис йшов по колу, в центрі якого, замість царського орла розміщувалася радянська емблема — серп і молот. Поряд ставився рік виготовлення. Клеймо ставилося ударним способом на п'яті клинка.
В кінці 1931 року, було введено клеймо «Злат. гос. завод» або «ЗГЗ» — Златоустівський державний завод. Рік виготовлення в цей період позначався двома останніми цифрами.
Після 1934 року на зброї з'являється нове клеймо — «ЗИЗ», що означало Златоустівський інструментальний завод. Поряд розміщувалися дві останні цифри року виготовлення.
В 1938 році, слідом за зміною офіційної назви заводу, з'явилося клеймо «ЗИК», обрамлене трикутником — Златоустівський інструментальний завод-комбінат. З цього часу рік виготовлення позначається чотирма цифрами. Слід зазначити, що клеймо «ЗИК» було єдиним для всього заводу. Воно ставилося не тільки на зброї, але також і на інструментах, сокирах й інших виробах. З невеликою перервою, клеймо використовувалося довго.
Наказов Народного комісара боєприпасів СРСР від 26 квітня 1944 року Златоустівський інструментальний завод-комбінат імені Леніна, відомий тоді під номером завод 259, розділили на два заводи — завод № 259 і завод № 391. Зброярський цех імені Фрунзе опинився в складі Златоустівського інструментально-металургійного заводу № 391. Причому цех також був розділений на два цехи. З цеху № 16 був виділений цех № 17. До кінця 1944 року клинки маркували клеймом «ЗИК» сусіднього заводу. Потім для заводу № 391 ввели клеймо «ИМЗ» — інструментально-металургійний завод. Вказівка на місто, де знаходився завод, до абревіатури не потрапила.
В кінці грудня 1944 року головний технолог заводу № 391 писав військпреду майору Петрову:
|   | Народный комиссариат боеприпасов утвердил для нашего завода «товарный знак» - заводскую марку. Последний должен применяться цехами завода на всей готовой продукции с 1 января 1945 года, но в связи с производственными затруднениями, связанными с приготовлением товарного знака, последний будет изготовлен не ранее 1-2 февраля 1945 года. В связи с этим прошу Вашего согласия на приёмку готовой продукции с товарным знаком действовавшим до 1 января 1945 года, сроком до 1 февраля 1945 года. |
| — | |

Клеймо «ИМЗ», введене в 1945 році, до цих пір вводить в оману знавців зброї. В деяких виданнях його трактують, як «Іжевський механічний завод».
В 1946 році міністр сільського господарського машинобудування СРСР видав наказ № 177-с від 16 липня:
|   | В соответствии с распоряжением Совета Министров Союза ССР от 7 июля 1946 года объединить завод № 391 с заводом № 259 в один завод, с присвоением ему № 259. |
| — | |

26 серпня того ж року на клинки повернули звичне клеймо «ЗИК». Воно збереглося й тоді, коли завод став називатися машинобудівним. У 1980-ті роки на кортиках, які виготовлялися на заводі, з'явилося клеймо «Булат».
Коли Златоустівський завод отримав завдання приступити до виготовлення шашки зразка 1927 року, наказом Головного артилерійського управління № 658 від 1928 року були затверджені Технічні умови на приймання цієї зброї, де була передбачена й система маркування виробів. Пункт перший правил прийому свідчив:
|  | Шашка, как в деталях, так и в собранном виде, предварительно осматривается, испытывается заводскими браковщиками… На клинках и ножнах в несобранном виде должны быть клейма заводских браковщиков, а на клинках, на пятке – сверх того клеймо завода и год изготовления их, и на стебле – номер плавки, пошедшей на изготовление клинков. |

В розділі «Порядок приёма» зазначалося:
|   | 6. Все детали шашки поступают на осмотр в совершенно законченном виде, за исключением ножен, которые проходят через три последовательных осмотра. 7. Артиллерийский приёмщик… заклеймив годные клинки утверждённым ГАУ клеймом приёмщика, предаёт их заводу для присадки к эфесу. Принятые ножны клеймятся приёмщиком со стороны потайки и предаются затем для присадки медной арматуры. Годные части арматуры клеймятся клеймами приёмщика… Собранные шашки подаются к осмотру с отточенными лезвиями и с пригнанными к каждому клинку ножнами. При осмотре испытывается прочность присадки эфесов и достоинство пригонки ножен к клинку. На годных ставится на пятке клинка, рядом с клеймом приёмщика, клеймо из буквы «Г» (годно). |
| — | |

В Технічних умовах виготовлення й приймання тієї ж шашки, прийнятих в 1936 році, в цілому структуру клеймлення шашки зберегли, але були деякі зміни. В розділі «Д. Маркировка изделий» зазначено:
|   | 51. На всех годных принятых клинках должны быть выбиты клейма. 52. На стебле клинка номер плавки, у пяты клинка, с одной стороны – марка завода и год изготовления, с другой стороны – клеймо начальника заводского контрольного бюро (начальные буквы фамилии), удостоверяющие годность клинка. 53. На годных ножнах, по дереву, перед оклейкой – клеймо начальника заводского контрольного бюро. На всех кольцах ножен – клеймо начальника заводского контрольного бюро. 54. Кроме указанных клейм, на всех изделиях, прошедших поверку военпреда, ставится личное клеймо военпреда. |
| — | |

Морська зброя приймалася й клеймилася таким же чином. В технічних умовах на морський офіцерський палаш, прийнятих в тому ж 1936 році, вказано:
|   | 46. На стебле клинка – номер плавки, у пятки клинка, с одной стороны марка завода и год изготовления, с другой – клеймо заведующего контрольным бюро (ЗКБ), удостоверяющее годность клинка, ставится буква «Г». 47. Кроме указанных клейм, на всех изделиях, прошедших проверку военпреда, ставится личное клеймо или условный знак военпреда. |
| — | |

В усіх Технічних умовах на виготовлення й приймання різноманітних зразків холодної зброї система маркування залишалася незмінною. В технічних умовах на шашку зразка 1927 року, які діяли у воєнний час, було змінено лише назву контролюючого органу — клеймо на клинок і всі деталі шашки ставив вже не завідувач ЗКБ, а начальник ОТК (відділу технічного контролю — рос. отдела технического контроля).
В 1945 році технічні умови, прийняті на воєнний час, замінили новими, на кожний зразок зброї. Маркування шашок зразка 1927 року залишилося без змін, але самі правила приводилися в дещо іншій редакції:
|   | На всех годных принятых клинках должны быть выбиты клейма: а) на стебле клинка – номер плавки; б) на площадке у стебля клинка, с одной стороны – марка завода и год изготовления, с другой стороны – клеймо начальника ОТК, удостоверяющее годность клинка; в) на кольцах ножен и рукоятки и наконечниках – клейма начальника ОТК; г) кроме указанных клейм, на всех изделиях, прошедших проверку военпреда ставится личное клеймо военпреда (около клейма ОТК). |
| — | |

Маркування кортиків здійснювалося трохи інакше. За технічними умовами на виготовлення й приймання військово-морського кортика, прийнятими 29 січня 1945 року:
|   | 44. На всех годных, принятых клинках должны быть выбиты клейма: на стебле клинка номер плавки, а также клеймо ОТК, удостоверяющее годность клинка (ставится буква «Г»). У пятки клинка наносится порядковый номер кортика № 000 001 и так далее, на внутренней стороне, в поперечном направлении. 45. На всех кортиках, прошедших проверку военпреда, на гарде, снизу под флястом, ставится личное клеймо или условный знак военпреда. |
| — | |

У той же час, маркування військово-морського палаша, здійснювалося за технічними умовами, прийнятими 19 травня 1945 року, так як і шашок зразка 1927 року. У переліку операцій з виготовлення палаша особливо відмічене «маркування порядкового номера партії». На відміну від зброї сухопутних військ, клеймлення якої здійснювалося ударним способом, клеймлення морської зброї здійснювалося інакше:
|   | По технологии на военно-морские кортики и военно-морские курсантские палаши установлена операция маркировки изделий на электро-гравировальном станке, для чего применяются иголки вольфрамовой стали. |
| — | |

Технічні умови на виготовлення й приймання генеральської шашки, шашки начальницького складу й генеральського кортика, зразків 1940 року, взагалі виключали наявність будь-якого видимого маркування:
|   | 24. Не допускается никаких клейм на внешних поверхностях деталей шашек и кортиков. |
| — |                                                                                    |

Імовірно всі клейма ставилися на стеблі клинка.
технічні умови, які регламентують прийом нагородної й почесної зброї, затверджені в 1928 році, зазначали:
|  | На всех осматриваемых деталях ставится личное клеймо военпреда. |

На цій зброї стояли клейма: «Златоустовская оружейная фабрика» і дата, як і на стройовій зброї того часу.
Таким чином, якщо розглядати клейма на холодній зброї радянського часу у відповідності до класифікації клейм дореволюційного періоду, то виходить: Клейма заводські або фабричні (з супутніми їм датуючими клеймами). Ставилися на п'яті клинків.
- 1919—1927 роки — старе фабричне клеймо «Злат. Ор. Фабр.». Рік виготовлення чотирма цифрами.
- 1928—1931 роки — «Златоуст ор. фабр.». напис йшов по колу, в центрі якого, замість царського двоголового орла, розміщувалася радянська емблема — серп і молот. рік виготовлення подавався повністю — чотирма цифрами.
- 1931—1934 роки — клеймо «Злат. гос. завод» або «ЗГЗ». Рік виготовлення — дві останні цифри.
- 1934—1938 роки — клеймо «ЗИЗ». Рік виготовлення — дві останні цифри.
- 1938—1945 роки — клеймо «ЗиК». Рік виготовлення чотирма цифрами.
- 1945—1946 роки — клеймо «ИМЗ». Рік виготовлення чотирма цифрами.
- 1946 — 1970-ті роки — «ЗиК». Рік виготовлення чотирма цифрами.

### Клейма заводського приймання або служб технічного контролю
В кінці 1920-х — на початку 1930-х років на клинках ставилися клейма браковщиків. В цей час браковшиком працював Шнейдер В. Л. Пізніше ставилися літери «Г» (годен), і початкова буква прізвища начальника служби технічного контролю цеху. Ці клейма вибивалися на п'яті клинків. Клейма начальників служб технічного контролю, з 1936 року, ставилися також на всіх великих деталях виробу.
В середині 1930-х років контрольне бюро цеху очолював Петров Н. А. В роки Другої світової війни начальником ОТК зброярського цеху був Цивлин. Клеймо «Ц» присутнє на зброї, виготовленій в 1944—1946 роках. Після виділення з цеху № 16 цеху № 17, в 1944 році, від деякий час очолював служби технічного контролю обох цехів. З січня 1945 року начальником ОТК цеху 17 був призначений Трофімов. Оскільки саме цей цех займався остаточним оздобленням зброї, то саме він і приймав її. Незабаром після війни два цехи об'єднали під номером 16. На початку 1950-х років цеховий ВТК очолював Тішкін В. В.

#### Клейма військового приймання
Особисті клейма військпредів, у вигляді літер їх прізвищ, ставилися поряд з клеймами служб технічного контролю. З 1928 по 1936 роки клейма військових приймальників ставилися також на всіх великих деталях виробу.
В 1928—1930 роках приймання холодної зброї, від імені Головного артилерійського управління РСЧА, здійснював старший артилерійський приймач Новосельцев Ф. Г. (клеймо «Нв»). Його наступником був військовий інженер Мандич П. П. Від 1939 року — приймання вів військовий інженер Іванов Г. А. В 1943—1945 роках — майор Петров А. Ф. В документах, датованих 1945 роком зустрічається також прізвищв військпредів капітана Ермоленко А. Д. і старшого техніка-лейтенанта Дудко.
Представниками Артилерійського управління Військово-морського флоту на Златоустівському заводі в 1944—1945 роках були капітан-лейтенант Захаров і старший лейтенант Усов.

#### Технічні клейма
Номера плавки сталі, з якої готувалися клинки, ставилися на хвостовику (стеблі) клинка

#### Особливі клейма
На кавалерійських шашках зразка 1927 року, виготовлених у 1930-ті роки, на п'яті ставилися клейма «18 кг», «17 кг», «16 кг», «15 кг». Вони були свідченням визначення твердості сталі клинка, у кілограмах на квадратний сантиметр, за застосовним у той період часу методом Кнупа. В 1941 році подібні клейма були скасовані. В 1939—1940 роках на шашках ставилося клеймо, умовно назване «сніжинкою» — *. Архівні матеріали заводу не дають можливості визначити його значення. Імовірно, це клеймо слід віднести до військових.
В радянський період система технічного контролю і військового приймання зброї була збережена в попередньому вигляді. Тому система таврування зброї відрізнялася від дореволюційної несуттєво.